# Asplenium nutans
Asplenium nutans är en svartbräkenväxtart som beskrevs av Eduard Rosenstock. Asplenium nutans ingår i släktet Asplenium och familjen Aspleniaceae. Inga underarter finns listade.